# Landro
Landro (Höhlenstein in tedesco) è stato un piccolo centro abitato che sorgeva nei pressi di Dobbiaco in Alto Adige.

## Descrizione
La posizione in mezzo alla val di Landro e la vicinanza con l'allora confine italiano austro-ungarico ebbe ripercussioni fatali per il paese, che nel passato aveva persino ospitato personalità come il re del Belgio, che ne fece la propria sede estiva di vacanza.
Il paese fu distrutto nel 1915, pochi giorni prima dell'inizio dello scoppio della prima guerra mondiale, dall'esercito austro-ungarico, che decise di radere al suolo il paese e i relativi hotel. Una delle spiegazioni maggiormente plausibili è legata al fatto che i fabbricati, oltre a trovarsi così vicino alla linea del fronte, impedivano i tiri e potevano nascondere l'eventuale avanzata del nemico.
Rimangono solamente tracce del vecchio paese, come il Grand Hotel Baur, la piccola cappella, l'ex stazione del treno e il forte dall'altra parte della strada statale, dove restano ruderi delle fondamenta sul prato. La località è nota anche per un notevole punto panoramico sulle Tre Cime di Lavaredo.